# Onosma cyrenaicum
Onosma cyrenaicum är en strävbladig växtart som beskrevs av Ernest Armand Durand och Barratte. Onosma cyrenaicum ingår i släktet Onosma och familjen strävbladiga växter. Inga underarter finns listade i Catalogue of Life.